# Microperoryctes aplini
Microperoryctes aplini is een buideldas uit het geslacht Microperoryctes. De wetenschappelijke naam van de soort werd voor het eerst geldig gepubliceerd door Helgen & Flannery in 2004. De soort is genoemd naar de Australische bioloog Ken Aplin voor zijn bijdragen aan de kennis van de Australaziatische zoogdieren in het algemeen en die van de Vogelkop in het bijzonder.

## Kenmerken
M. aplini is de kleinste buideldas ter wereld (nog iets kleiner dan de kleine buideldas); de soort wordt niet meer dan 300 mm lang. De bovenkant van het lichaam is lichtbruin, met een duidelijke, brede rugstreep, de onderkant grijsbruin. De lange staart is van boven bruin en van onderen wit; de punt is volledig wit. De kop-romplengte bedraagt 142 tot 160 mm, de staartlengte 115 tot 120 mm, de achtervoetlengte 33 tot 38 mm en de oorlengte tot 22 mm.

## Voorkomen
De soort komt voor in het Arfakgebergte op de Vogelkop in het uiterste westen van Nieuw-Guinea (Indonesië), op 1890 tot 2200 m hoogte. Deze soort is bekend van vier exemplaren, die aanvankelijk tot de kleine buideldas (M. murina) gerekend werden, maar later in een aparte soort geplaatst werden. 